# بطولة أمم أوروبا للسيدات 2005
بطولة أمم أوروبا للسيدات 2005 (بالإنجليزية: UEFA Women's Euro 2005) هو الموسم 9 من  بطولة أمم أوروبا للسيدات. أقيم في 2005، وأشرف على تنظيمه الاتحاد الأوروبي لكرة القدم، وكان عدد الأندية المشاركة فيه  8، وفاز فيه منتخب ألمانيا لكرة القدم للسيدات.